# Rondavel

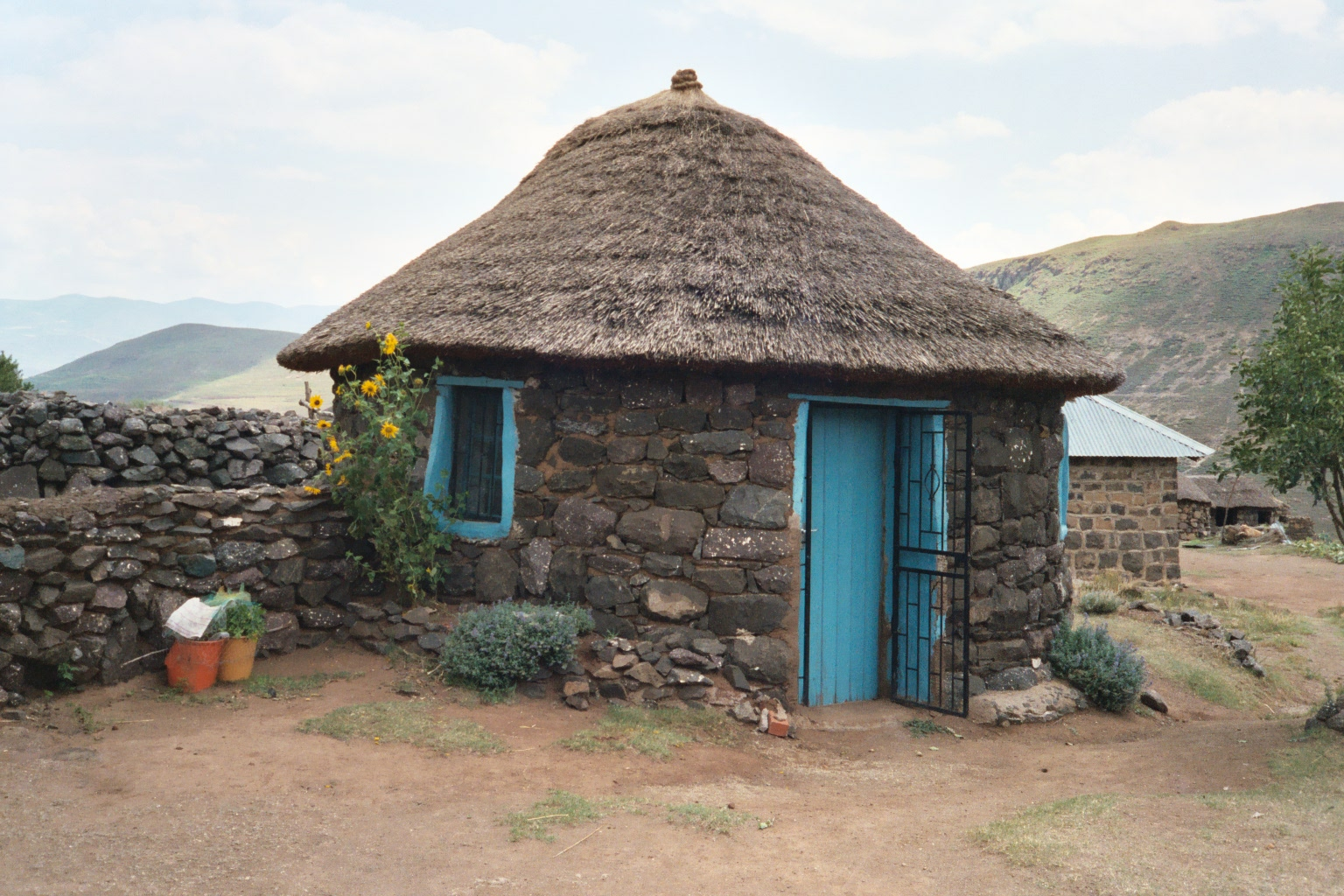
Un rondavel desprovisto de decoración en Lesoto.

Un rondavel (de la palabra afrikáans 'rondawel') es una versión occidentalizada de una choza estilo africano.
Por lo general el rondavel posee una forma circular u ovalada y tradicionalmente se lo construye que se encuentran en las inmediaciones de su ubicación.  A menudo sus paredes están construidas con piedras.  El mortero puede ser una mezcla de arena, tierra, o una combinación de estas mezcladas con estiércol de ganado.  El piso de un rondavel "tradicional" consiste en una capa de una mezcla de bosta de forma tal que quede duro y liso. El techado del rondavel se forma sobre una estructura de palos de troncos de árboles, que han sido recolectados y cortados de la longitud apropiada. La cobertura del techo se fabrica con paja que se ata a los palos con fibras de pasto. La construcción de un rondavel puede requerir desde un fin de semana hasta un año si la misma es realizada por un artesano especializado, ya que el atado de los manojos de pasto es un proceso lento, se comienza por la parte baja del techo continuando hasta su cima. 

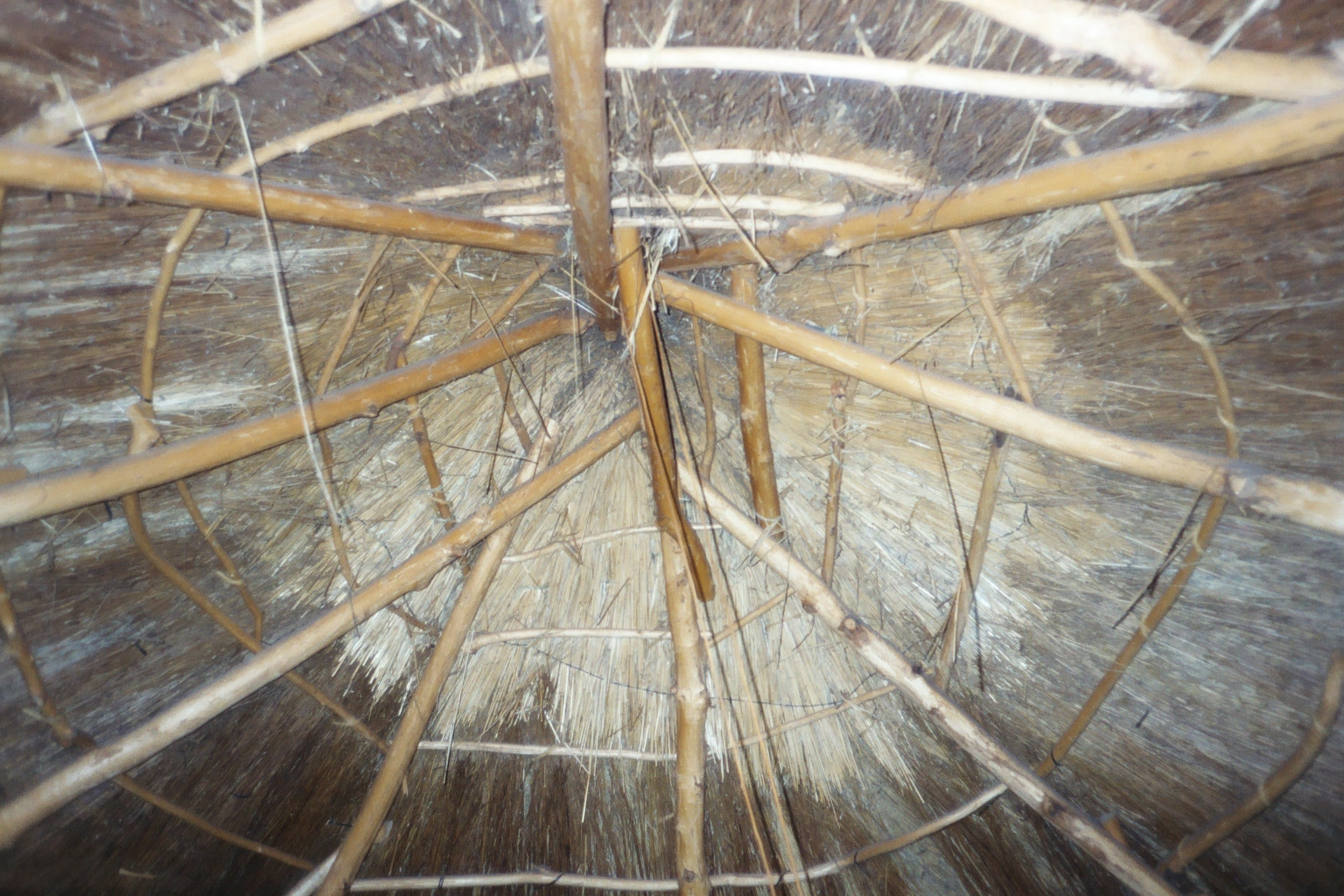
Vista interior del techo de un rondavel.

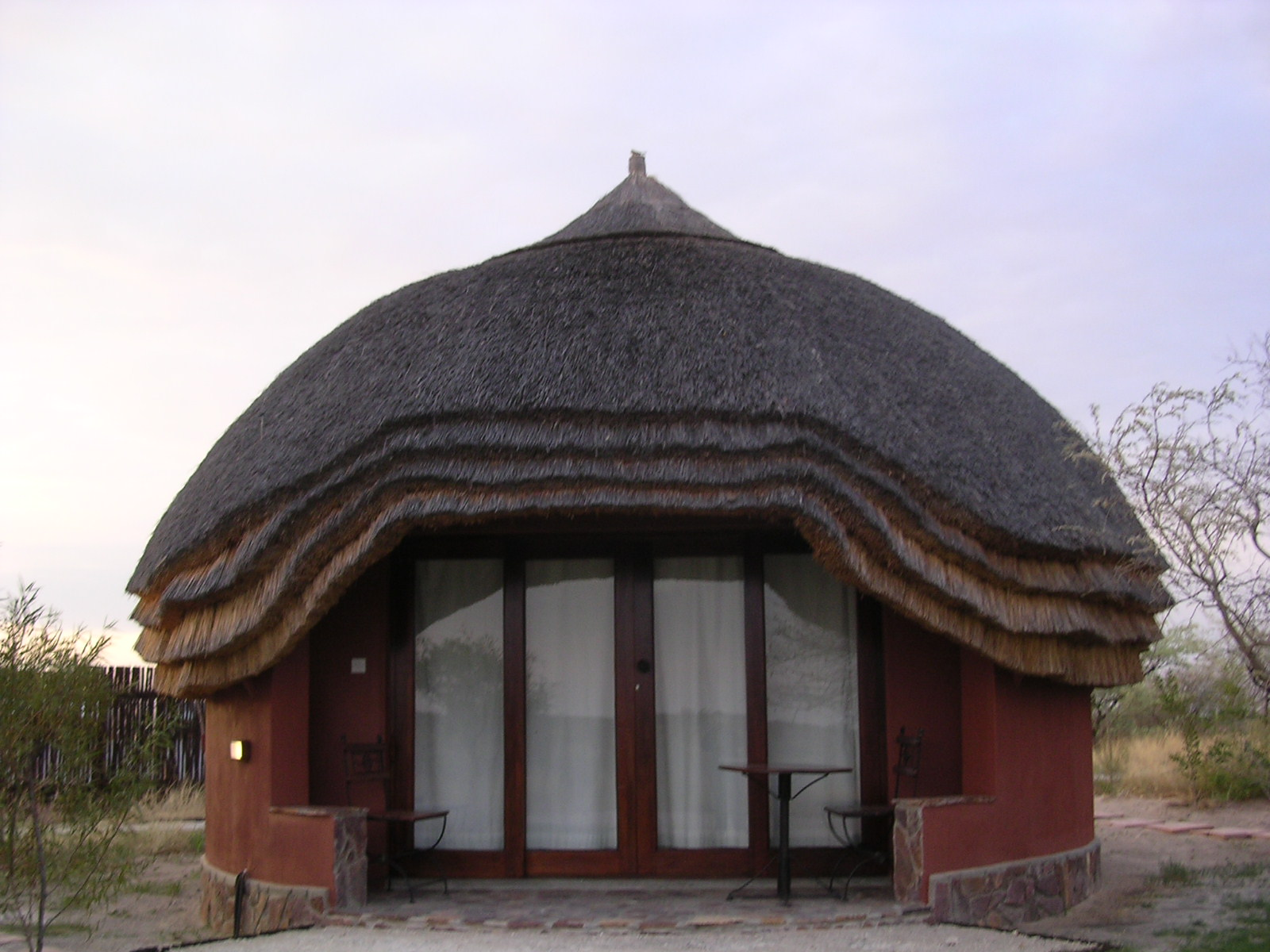
Un rondavel en el Khutse Kalahari Lodge, Botsuana.

## Galería

Ejemplos de rondavels
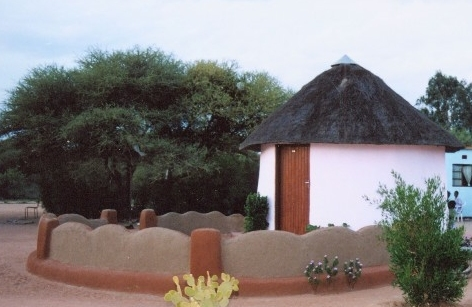
Un rondavel con una terminación de pintura
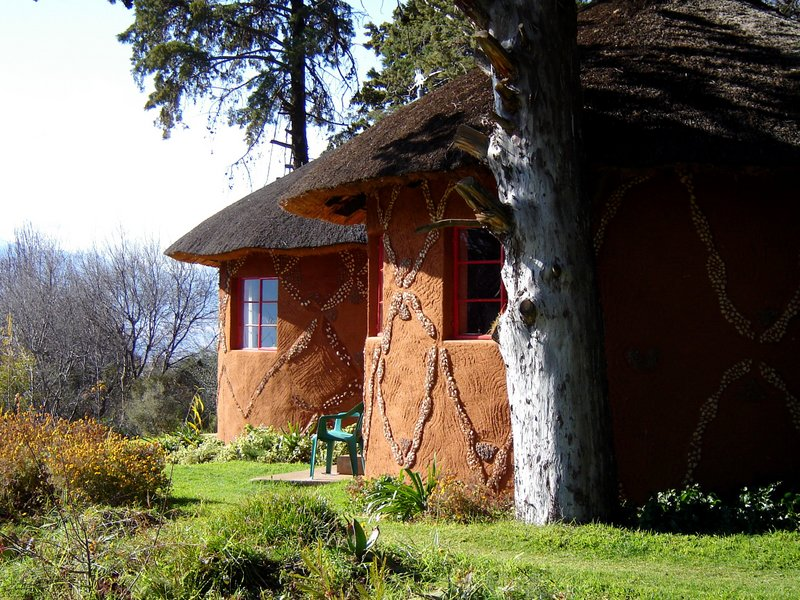
Dos rondavels en Mafeteng, Lesotho
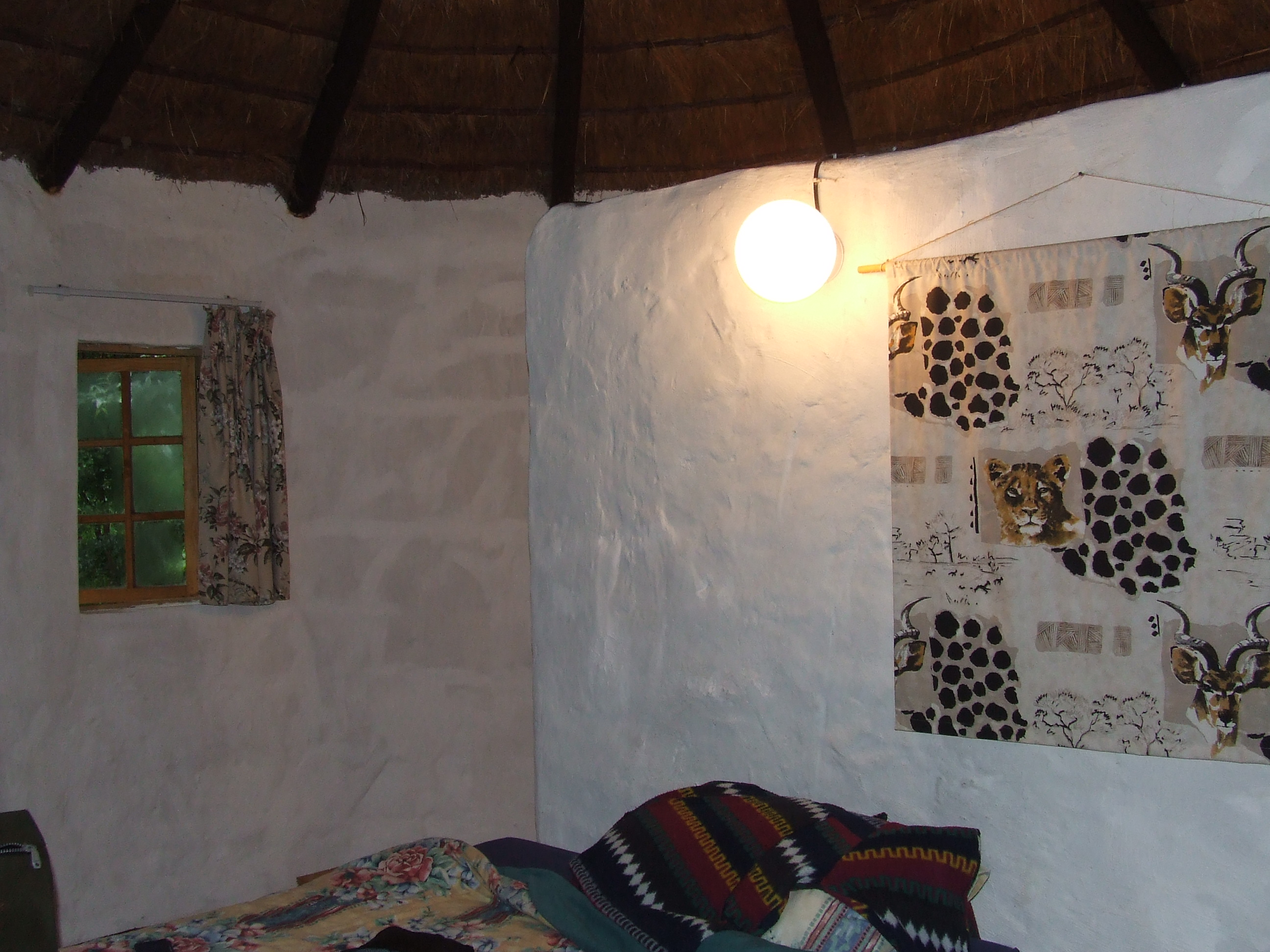
Interior de un rondavel para mochileros
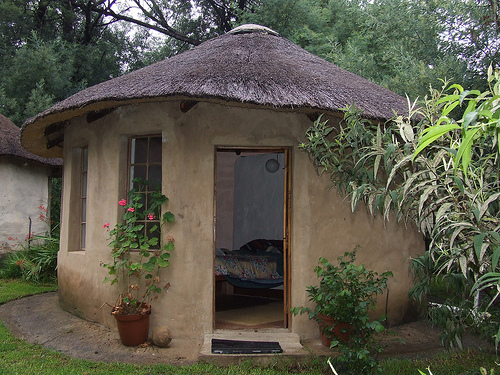
Exterior de un rondavel para mochileros

- Datos: Q508425
- Multimedia: Rondavels / Q508425